# Saint-Pardoux-d'Arnet
Saint-Pardoux-d'Arnet é uma comuna francesa na região administrativa da Nova Aquitânia, no departamento de Creuse. Estende-se por uma área de 16,44 km². Em 2010 a comuna tinha 177 habitantes (densidade: 10,8 hab./km²).